# Judge Mathis
Judge Mathis (engelsk originaltitel: Judge Mathis) är en amerikansk realityserie där autentiska civilrättsliga rättegångsfall behandlas av domaren Greg Mathis. Greg Mathis domslut fungerar som en bindande skiljedom. Programmet har spelats in sedan 1999. Serien distribueras och sänds av NBC. I Sverige sänds serien på Investigation Discovery.